# Courtney Hope
Courtney Hope (Dallas, Estados Unidos, 15 de agosto de 1989) es una actriz estadounidense de cine y televisión. 

## Biografía
Courtney Hope nació en 1989 en Plano, Texas. De niña bailó competitivamente en una compañía de baile, explorando una carrera en la actuación, la modelización y la gimnasia. A los trece años dejó la escuela pública y asistió a una escuela de artes escénicas con la intención de ir a Los Ángeles para seguir una carrera como actriz. A los quince años se graduó de la escuela de artes escénicas y comenzó la universidad a los dieciséis años. Ella completó su grado de asociados a los dieciocho años, con especialización en psicología. [1]
La carrera temprana de Hope estuvo compuesta de apariciones comerciales y pequeños papeles en series teatrales de hora estelar como Joan of Arcadia, CSI: Miami y Grays Anatomy. Ella protagonizó el piloto de la serie FOX, nacido en Estados Unidos, y más tarde protagonizó NCIS, NCIS LA y Criminal Minds. Uno de sus primeros largometrajes fue la película de terror PROWL, Desplazamiento y Swelter, la última de las cuales protagonizó Jeanne-Claude Van Damme.[1]

## Videojuegos
| Año  | Título        | Personaje   | Notas                               |
| ---- | ------------- | ----------- | ----------------------------------- |
| 2016 | Quantum Break | Beth Wilder | Voz y rasgos faciales del personaje |
| 2019 | Control       | Jesse Faden | Voz y rasgos faciales del personaje |
| 2023 | Alan Wake 2   | Jesse Faden | Voz y rasgos faciales del personaje |